# Rue Bas-Rhieu
La rue Bas-Rhieu (en wallon : È Bazèrèwe) est une rue ancienne de la ville de Liège (Belgique) située dans le quartier de Sainte-Marguerite.

## Odonymie
Rhieu ou Rieu est un ancien terme wallon signifiant : ruisseau. Le ruisseau en question est la Légia qui coulait plus ou moins à l'endroit où se situent la voirie et le parking actuels.

## Histoire
Cette rue existerait au moins depuis le XVIe siècle. Elle est prolongée au sud par la rue Wacheray. La rue de Hesbaye percée à la fin du XIXe siècle a séparé la rue Wacheray de la rue Bas-Rhieu. Une grande partie des immeubles du côté impair (côté nord) a été démolie pour faire place à un grand parking utilisé par les utilisateurs de l'ancienne clinique Saint-Joseph. Autrefois, la rue se prolongeait au sud-est mais l'aménagement du carrefour de Fontainebleau dans les années 1970 a aussi permis l'expropriation d'immeubles et a rendu cette partie de la voirie sans issue. Le premier immeuble impair porte le no 27 et le premier immeuble pair le no 82. 

## Description
Cette voie étroite (d'une largeur d'environ 6 m), pavée et en déclivité mesure approximativement 280 m, opère deux virages et compte une trentaine immeubles d'habitation. La rue applique un sens unique de circulation automobile dans le sens Légia-Hesbaye et se prolonge au sud-est par un cul-de-sac en forme de rond-point. Bien qu'ancienne, la rue n'a pas conservé d'immeubles antérieurs au XIXe siècle.

## Voies adjacentes
- Rue de la Légia
- Rue Counotte
- Rue de Hesbaye
- Rue Wacheray